# NGR-hTNF proteina ricombinante antitumorale
NGR-hTNF è un farmaco antitumorale sperimentale specificamente diretto contro il vaso sanguigno tumorale.
NGR-hTNF è attualmente in sperimentazione clinica in uno studio registrativo di Fase III, l'ultima prima dell'approvazione finale all'introduzione nel mercato, per il trattamento del mesotelioma pleurico, una neoplasia della pleura derivante dall'esposizione all'asbesto. NGR-hTNF è in sperimentazione anche in quattro studi randomizzati di Fase II in altrettanti tipi di tumori solidi, da solo o in combinazione con regimi chemioterapici.

## Ricerca
NGR-hTNF è una proteina ricombinante derivante dalla fusione del motivo peptide CNGRCG al Tumor-Necrosis-Factor-alpha (TNFα) umano. Raggiunto il tumore l'NGR-hTNF svolge la sua azione antitumorale.

## Clinica
Lo studio clinico registrativo di Fase III (NGR015) per il trattamento del mesotelioma pleurico maligno è in corso in 35 centri partecipanti in Europa (Italia, Regno Unito, Irlanda, Polonia e Belgio), Stati Uniti, Canada ed Egitto. 
Attualmente, NGR-hTNF è l'unico farmaco in sperimentazione di Fase III per il mesotelioma recidivante. 
NGR-hTNF ha ottenuto la designazione di Farmaci orfani sia nell'Unione europea, sia negli Stati Uniti  per questa indicazione.